# Phelliactis incerta
Phelliactis incerta är en havsanemonart som beskrevs av Oscar Henrik Carlgren 1934. Phelliactis incerta ingår i släktet Phelliactis och familjen Hormathiidae. Inga underarter finns listade i Catalogue of Life.